# Cieśle (gromada w powiecie włoszczowskim)
Cieśle (od 1 I 1970 Bukowa) – dawna gromada, czyli najmniejsza jednostka podziału terytorialnego Polskiej Rzeczypospolitej Ludowej w latach 1954–1972.
Gromady, z gromadzkimi radami narodowymi (GRN) jako organami władzy najniższego stopnia na wsi, funkcjonowały od reformy reorganizującej administrację wiejską przeprowadzonej jesienią 1954 do momentu ich zniesienia z dniem 1 stycznia 1973, tym samym wypierając organizację gminną w latach 1954–1972.
Gromadę Cieśle z siedzibą GRN w Cieślach utworzono – jako jedną z 8759 gromad na obszarze Polski – w powiecie włoszczowskim w woj. kieleckim, na mocy uchwały nr 13l/54 WRN w Kielcach z dnia 29 września 1954. W skład jednostki weszły obszary dotychczasowych gromad: Występy ze zniesionej gminy Krasocin w powiecie włoszczowskim oraz Cieśle, Dąbrówka Czostkowska i Skorków (bez nadleśnictwa Snochowice) ze zniesionej gminy Małogoszcz w powiecie jędrzejowskim. Dla gromady ustalono 20 członków gromadzkiej rady narodowej.
Gromadę Cieśle zniesiono 1 stycznia 1970 w związku z przeniesieniem siedziby GRN z Cieśli do Bukowej i przemianowaniem jednostki na gromada Bukowa.